# Литълтън
Литълтън (на английски: Littleton) е град в окръг Арапахо, щата Колорадо, САЩ. Литълтън е с население от 47 734 жители (2000) и обща площ от 36,1 km². Намира се на 1631 m надморска височина. ЗИП кодът му е 80120-80130, 80160-80163, 80165, 80166, а телефонният му код е 303, 720.